# Mas Flow 2
Mas Flow 2 is een reggaeton-album van het producers-duo Luny Tunes en Baby Ranks.

## Geschiedenis
Voor dit album wisten zij enkele van de grootste artiesten uit het genre te strikken, zoals Daddy Yankee, Wisin & Yandel, Zion & Lennox, Tito "El Bambino", Hector "El Father" en Voltio.

## Tracklist

### Cd 1
| Nr. | Titel                          | Artiest(en)                                                                   | Producer(s)              | Tijd |
| --- | ------------------------------ | ----------------------------------------------------------------------------- | ------------------------ | ---- |
| 1   | "Mas Flow Intro"               | Mr. Phillips                                                                  | Tainy                    | 0:57 |
| 2   | "Rakata"                       | Wisin & Yandel                                                                | Luny Tunes & Nely        | 2:51 |
| 3   | "El Tiburón"                   | Alexis & Fido en Baby Ranks                                                   | Luny Tunes & Nely        | 2:57 |
| 4   | "Dale Castigo"                 | Hector "El Father"                                                            | Luny Tunes, Nely & Naldo | 4:07 |
| 5   | "Mírame"                       | Daddy Yankee en Deevani                                                       | Luny Tunes, Nely & Nesty | 3:32 |
| 6   | "Es Mejor Olvidarlo"           | Zion & Lennox en Baby Ranks                                                   | Luny Tunes               | 4:50 |
| 7   | "Mayor Que Yo"                 | Baby Ranks, Tony Tun-Tun, Wisin & Yandel, Daddy Yankee, en Hector "El Father" | Luny Tunes               | 4:08 |
| 8   | "Oh Johnny"                    | Mr. Vegas en Tunes                                                            | Luny Tunes               | 3:56 |
| 9   | "Con Rabia"                    | Polaco                                                                        | Luny Tunes               | 3:19 |
| 10  | "Sóbale el Pelo"               | Tony Dize                                                                     | Luny Tunes & Nesty       | 2:21 |
| 11  | "Te He Querido, Te He Llorado" | Ivy Queen                                                                     | Luny Tunes               | 4:13 |
| 12  | "Mírame (2)"                   | Daddy Yankee, Deevani, & Tego Calderón                                        | Luny Tunes, Nely & Nesty | 3:13 |
| 13  | "Déjala Volar"                 | Tito "El Bambino"                                                             | Luny Tunes & Noriega     | 3:24 |
| 14  | "Verme"                        | Baby Ranks & Notch                                                            | Luny Tunes               | 5:46 |
| 15  | "Tortura"                      | Yaga & Mackie                                                                 | Luny Tunes & Naldo       | 3:42 |
| 16  | "Acorralándome"                | Trebol Clan                                                                   | Nely                     | 2:12 |
| 17  | "Obsession"                    | Frankie J en Mr. Phillips                                                     | Luny Tunes & Nely        | 3:33 |
| 18  | "La Killer"                    | Joan & O'Neill                                                                | Luny Tunes               | 2:41 |
| 19  | "Fantasía"                     | Wibal & Alex                                                                  |                          | 2:42 |
| 20  | "Gansta"                       | Voltio en Baby Ranks                                                          | Luny Tunes               | 3:27 |

### Cd 2
1. "Mas Flow Intro" (door Baby Ranks) – 0:58
2. "¡Qué! ¿Cómo?" (door Vico C) – 3:18
3. Tu Bailar" (door Baby Ranks) – 3:09
4. Querer y Amar" (door Joan & O'Neill & Baby Ranks) – 4:37
5. Salida" (door Baby Ranks & Bori) – 5:41
6. Ta To'" (door Spliff Stars, N.O.R.E., Gem Star & Mr. Phillips) – 3:00

## Hits

### Album
| Hitlijst (2005)        | Hoogste positie |
| ---------------------- | --------------- |
| U.S. Billboard 200     | 68              |
| U.S. Top Latin Albums  | 2               |
| U.S. Top Rap Albums    | 23              |
| U.S. Top Reggae Albums | 1               |